# Vuelta a Burgos 2023
Vuelta a Burgos 2023 var den 45. udgave af det spanske etapeløb Vuelta a Burgos. Cykelløbets fem etaper blev kørt fra 15. august med start i Burgos til 19. august 2023 hvor der var mål på Lagunas de Neila. Løbet var en del af UCI ProSeries 2023.
Samlet vinder blev slovenske Primož Roglič fra Team Jumbo-Visma.

## Etaperne
| Etape    | Dato     | Start – Mål                                                        | type              | Afstand (km) | Elevation (m) | Etapevinder      | Førende rytter   |
| -------- | -------- | ------------------------------------------------------------------ | ----------------- | ------------ | ------------- | ---------------- | ---------------- |
| 1. etape | 15. aug. | Villalba de Duero – Burgos                                         | flad etape        | 161          | 1.403 m       | Sebastián Molano | Sebastián Molano |
| 2. etape | 16. aug. | Oña – Poza de la Sal                                               | holdtidskørsel    | 13,1         | 201 m         | Jumbo-Visma      | Attila Valter    |
| 3. etape | 17. aug. | Sargentes de la Lora – Villarcayo de Merindad de Castilla la Vieja | middel bjergetape | 183          | 3.055 m       | Primož Roglič    | Primož Roglič    |
| 4. etape | 18. aug. | Santa Gadea del Cid – Pradoluengo                                  | kuperet etape     | 157          | 2.229 m       | Oier Lazkano     | Primož Roglič    |
| 5. etape | 19. aug. | Golmayo – Lagunas de Neila                                         | bjergetape        | 160          | 2.708 m       | Primož Roglič    | Primož Roglič    |

### 1. etape
| Villalba de Duero - Burgos | flad etape | (161 km) |

| \| Etaperesultat \| Etaperesultat \| Etaperesultat \| Etaperesultat \| Etaperesultat \| \| Rytter \| Rytter \| Hold \| Tid \| \| \| ------------- \| ------------------- \| ---------------------- \| ------------- \| ------------- \| \| 1. \| Sebastián Molano \| UAE Team Emirates \| 3t 38' 58" \| \| \| 2. \| Iván García Cortina \| Movistar Team \| + 0" \| \| \| 3. \| Edoardo Affini \| Jumbo-Visma \| + 0" \| \| \| 4. \| Victor Koretzky \| Bora-Hansgrohe \| + 0" \| \| \| 5. \| Iúri Leitão \| Caja Rural-Seguros RGA \| + 0" \| \| \| 6. \| Andrea Vendrame \| AG2R Citroën Team \| + 0" \| \| \| 7. \| Gianluca Brambilla \| Q36.5 Pro Cycling Team \| + 0" \| \| \| 8. \| Manuel Peñalver \| Burgos-BH \| + 0" \| \| \| 9. \| Sean Quinn \| EF Education-EasyPost \| + 0" \| \| \| 10. \| Aleksandr Vlasov \| Bora-Hansgrohe \| + 0" \| \| |                     |                        |            |
| |                     |                        |            |
| Kilde: ProCyclingStats |                     |                        |            |
| Etaperesultat |                     |                        |            |
| Rytter | Rytter              | Hold                   | Tid        |
| 1. | Sebastián Molano    | UAE Team Emirates      | 3t 38' 58" |
| 2. | Iván García Cortina | Movistar Team          | + 0"       |
| 3. | Edoardo Affini      | Jumbo-Visma            | + 0"       |
| 4. | Victor Koretzky     | Bora-Hansgrohe         | + 0"       |
| 5. | Iúri Leitão         | Caja Rural-Seguros RGA | + 0"       |
| 6. | Andrea Vendrame     | AG2R Citroën Team      | + 0"       |
| 7. | Gianluca Brambilla  | Q36.5 Pro Cycling Team | + 0"       |
| 8. | Manuel Peñalver     | Burgos-BH              | + 0"       |
| 9. | Sean Quinn          | EF Education-EasyPost  | + 0"       |
| 10. | Aleksandr Vlasov    | Bora-Hansgrohe         | + 0"       |

| \| Samlede stilling \| Samlede stilling \| Samlede stilling \| Samlede stilling \| Samlede stilling \| \| Rytter \| Rytter \| Hold \| Tid \| \| \| ---------------- \| ------------------- \| ---------------------- \| ---------------- \| ---------------- \| \| 1. \| Sebastián Molano \| UAE Team Emirates \| 3t 38' 48" \| \| \| 2. \| Iván García Cortina \| Movistar Team \| + 4" \| \| \| 3. \| Edoardo Affini \| Jumbo-Visma \| + 8" \| \| \| 4. \| Xabier Berasategi \| Euskaltel-Euskadi \| + 8" \| \| \| 5. \| Mattia Bais \| Eolo-Kometa \| + 9" \| \| \| 6. \| Victor Koretzky \| Bora-Hansgrohe \| + 10" \| \| \| 7. \| Iúri Leitão \| Caja Rural-Seguros RGA \| + 10" \| \| \| 8. \| Andrea Vendrame \| AG2R Citroën Team \| + 10" \| \| \| 9. \| Gianluca Brambilla \| Q36.5 Pro Cycling Team \| + 10" \| \| \| 10. \| Manuel Peñalver \| Burgos-BH \| + 10" \| \| |                     |                        |            |
| |                     |                        |            |
| Kilde: ProCyclingStats |                     |                        |            |
| Samlede stilling |                     |                        |            |
| Rytter | Rytter              | Hold                   | Tid        |
| 1. | Sebastián Molano    | UAE Team Emirates      | 3t 38' 48" |
| 2. | Iván García Cortina | Movistar Team          | + 4"       |
| 3. | Edoardo Affini      | Jumbo-Visma            | + 8"       |
| 4. | Xabier Berasategi   | Euskaltel-Euskadi      | + 8"       |
| 5. | Mattia Bais         | Eolo-Kometa            | + 9"       |
| 6. | Victor Koretzky     | Bora-Hansgrohe         | + 10"      |
| 7. | Iúri Leitão         | Caja Rural-Seguros RGA | + 10"      |
| 8. | Andrea Vendrame     | AG2R Citroën Team      | + 10"      |
| 9. | Gianluca Brambilla  | Q36.5 Pro Cycling Team | + 10"      |
| 10. | Manuel Peñalver     | Burgos-BH              | + 10"      |

### 2. etape
| Oña - Poza de la Sal | holdtidskørsel | (13,1 km) |

| \| Etaperesultat \| Etaperesultat \| Etaperesultat \| Etaperesultat \| Etaperesultat \| Etaperesultat \| \| Hold \| Hold \| Tid \| Tidsforskel \| Gns. fart \| \| \| ------------- \| ---------------------- \| ------------- \| ------------- \| ------------- \| ------------- \| \| 1. \| Jumbo-Visma \| 14' 38" \| \| 53.713 km/t \| \| \| 2. \| Movistar Team \| 14' 57" \| + 19" \| 52.575 km/t \| \| \| 3. \| Bora-Hansgrohe \| 15' 08" \| + 30" \| 51.938 km/t \| \| \| 4. \| Bahrain Victorious \| 15' 09" \| + 31" \| 51.881 km/t \| \| \| 5. \| UAE Team Emirates \| 15' 12" \| + 34" \| 51.711 km/t \| \| \| 6. \| EF Education-EasyPost \| 15' 20" \| + 42" \| 51.231 km/t \| \| \| 7. \| Equipo Kern Pharma \| 15' 25" \| + 47" \| 50.984 km/t \| \| \| 8. \| Astana Qazaqstan Team \| 15' 30" \| + 52" \| 50.710 km/t \| \| \| 9. \| Q36.5 Pro Cycling Team \| 15' 31" \| + 53" \| 50.655 km/t \| \| \| 10. \| Euskaltel-Euskadi \| 15' 33" \| + 55" \| 50.547 km/t \| \| |                        |         |             |             |
| |                        |         |             |             |
| Kilde: ProCyclingStats |                        |         |             |             |
| Etaperesultat |                        |         |             |             |
| Hold | Hold                   | Tid     | Tidsforskel | Gns. fart   |
| 1. | Jumbo-Visma            | 14' 38" |             | 53.713 km/t |
| 2. | Movistar Team          | 14' 57" | + 19"       | 52.575 km/t |
| 3. | Bora-Hansgrohe         | 15' 08" | + 30"       | 51.938 km/t |
| 4. | Bahrain Victorious     | 15' 09" | + 31"       | 51.881 km/t |
| 5. | UAE Team Emirates      | 15' 12" | + 34"       | 51.711 km/t |
| 6. | EF Education-EasyPost  | 15' 20" | + 42"       | 51.231 km/t |
| 7. | Equipo Kern Pharma     | 15' 25" | + 47"       | 50.984 km/t |
| 8. | Astana Qazaqstan Team  | 15' 30" | + 52"       | 50.710 km/t |
| 9. | Q36.5 Pro Cycling Team | 15' 31" | + 53"       | 50.655 km/t |
| 10. | Euskaltel-Euskadi      | 15' 33" | + 55"       | 50.547 km/t |

| \| Samlede stilling \| Samlede stilling \| Samlede stilling \| Samlede stilling \| Samlede stilling \| \| Rytter \| Rytter \| Hold \| Tid \| \| \| ---------------- \| ------------------- \| ---------------- \| ---------------- \| ---------------- \| \| 1. \| Attila Valter \| Jumbo-Visma \| 3t 53' 36" \| \| \| 2. \| Jan Tratnik \| Jumbo-Visma \| + 0" \| \| \| 3. \| Koen Bouwman \| Jumbo-Visma \| + 0" \| \| \| 4. \| Primož Roglič \| Jumbo-Visma \| + 0" \| \| \| 5. \| Iván García Cortina \| Movistar Team \| + 13" \| \| \| 6. \| Oier Lazkano \| Movistar Team \| + 19" \| \| \| 7. \| Einer Rubio \| Movistar Team \| + 19" \| \| \| 8. \| Carlos Verona \| Movistar Team \| + 19" \| \| \| 9. \| Aleksandr Vlasov \| Bora-Hansgrohe \| + 30" \| \| \| 10. \| Florian Lipowitz \| Bora-Hansgrohe \| + 30" \| \| |                     |                |            |
| |                     |                |            |
| Kilde: ProCyclingStats |                     |                |            |
| Samlede stilling |                     |                |            |
| Rytter | Rytter              | Hold           | Tid        |
| 1. | Attila Valter       | Jumbo-Visma    | 3t 53' 36" |
| 2. | Jan Tratnik         | Jumbo-Visma    | + 0"       |
| 3. | Koen Bouwman        | Jumbo-Visma    | + 0"       |
| 4. | Primož Roglič       | Jumbo-Visma    | + 0"       |
| 5. | Iván García Cortina | Movistar Team  | + 13"      |
| 6. | Oier Lazkano        | Movistar Team  | + 19"      |
| 7. | Einer Rubio         | Movistar Team  | + 19"      |
| 8. | Carlos Verona       | Movistar Team  | + 19"      |
| 9. | Aleksandr Vlasov    | Bora-Hansgrohe | + 30"      |
| 10. | Florian Lipowitz    | Bora-Hansgrohe | + 30"      |

### 3. etape
| Sargentes de la Lora - Villarcayo de Merindad de Castilla la Vieja | middel bjergetape | (183 km) |

| \| Etaperesultat \| Etaperesultat \| Etaperesultat \| Etaperesultat \| Etaperesultat \| \| Rytter \| Rytter \| Hold \| Tid \| \| \| ------------- \| ----------------- \| ---------------------- \| ------------- \| ------------- \| \| 1. \| Primož Roglič \| Jumbo-Visma \| 4t 26' 00" \| \| \| 2. \| Aleksandr Vlasov \| Bora-Hansgrohe \| + 0" \| \| \| 3. \| Adam Yates \| UAE Team Emirates \| + 0" \| \| \| 4. \| Damien Howson \| Q36.5 Pro Cycling Team \| + 0" \| \| \| 5. \| Javier Romo \| Astana Qazaqstan Team \| + 1' 07" \| \| \| 6. \| George Bennett \| UAE Team Emirates \| + 1' 07" \| \| \| 7. \| Einer Rubio \| Movistar Team \| + 1' 07" \| \| \| 8. \| Nicolas Prodhomme \| AG2R Citroën Team \| + 3' 17" \| \| \| 9. \| Pablo Castrillo \| Equipo Kern Pharma \| + 3' 17" \| \| \| 10. \| Sean Quinn \| EF Education-EasyPost \| + 3' 51" \| \| |                   |                        |            |
| |                   |                        |            |
| Kilde: ProCyclingStats |                   |                        |            |
| Etaperesultat |                   |                        |            |
| Rytter | Rytter            | Hold                   | Tid        |
| 1. | Primož Roglič     | Jumbo-Visma            | 4t 26' 00" |
| 2. | Aleksandr Vlasov  | Bora-Hansgrohe         | + 0"       |
| 3. | Adam Yates        | UAE Team Emirates      | + 0"       |
| 4. | Damien Howson     | Q36.5 Pro Cycling Team | + 0"       |
| 5. | Javier Romo       | Astana Qazaqstan Team  | + 1' 07"   |
| 6. | George Bennett    | UAE Team Emirates      | + 1' 07"   |
| 7. | Einer Rubio       | Movistar Team          | + 1' 07"   |
| 8. | Nicolas Prodhomme | AG2R Citroën Team      | + 3' 17"   |
| 9. | Pablo Castrillo   | Equipo Kern Pharma     | + 3' 17"   |
| 10. | Sean Quinn        | EF Education-EasyPost  | + 3' 51"   |

| \| Samlede stilling \| Samlede stilling \| Samlede stilling \| Samlede stilling \| Samlede stilling \| \| Rytter \| Rytter \| Hold \| Tid \| \| \| ---------------- \| ----------------- \| ---------------------- \| ---------------- \| ---------------- \| \| 1. \| Primož Roglič \| Jumbo-Visma \| 8t 19' 25" \| \| \| 2. \| Aleksandr Vlasov \| Bora-Hansgrohe \| + 33" \| \| \| 3. \| Adam Yates \| UAE Team Emirates \| + 38" \| \| \| 4. \| Damien Howson \| Q36.5 Pro Cycling Team \| + 1' 04" \| \| \| 5. \| Einer Rubio \| Movistar Team \| + 1' 37" \| \| \| 6. \| George Bennett \| UAE Team Emirates \| + 1' 52" \| \| \| 7. \| Javier Romo \| Astana Qazaqstan Team \| + 2' 10" \| \| \| 8. \| Jan Tratnik \| Jumbo-Visma \| + 4' 02" \| \| \| 9. \| Pablo Castrillo \| Equipo Kern Pharma \| + 4' 15" \| \| \| 10. \| Nicolas Prodhomme \| AG2R Citroën Team \| + 4' 29" \| \| |                   |                        |            |
| |                   |                        |            |
| Kilde: ProCyclingStats |                   |                        |            |
| Samlede stilling |                   |                        |            |
| Rytter | Rytter            | Hold                   | Tid        |
| 1. | Primož Roglič     | Jumbo-Visma            | 8t 19' 25" |
| 2. | Aleksandr Vlasov  | Bora-Hansgrohe         | + 33"      |
| 3. | Adam Yates        | UAE Team Emirates      | + 38"      |
| 4. | Damien Howson     | Q36.5 Pro Cycling Team | + 1' 04"   |
| 5. | Einer Rubio       | Movistar Team          | + 1' 37"   |
| 6. | George Bennett    | UAE Team Emirates      | + 1' 52"   |
| 7. | Javier Romo       | Astana Qazaqstan Team  | + 2' 10"   |
| 8. | Jan Tratnik       | Jumbo-Visma            | + 4' 02"   |
| 9. | Pablo Castrillo   | Equipo Kern Pharma     | + 4' 15"   |
| 10. | Nicolas Prodhomme | AG2R Citroën Team      | + 4' 29"   |

### 4. etape
| Santa Gadea del Cid - Pradoluengo | kuperet etape | (157 km) |

| \| Etaperesultat \| Etaperesultat \| Etaperesultat \| Etaperesultat \| Etaperesultat \| \| Rytter \| Rytter \| Hold \| Tid \| \| \| ------------- \| ------------------- \| ---------------------- \| ------------- \| ------------- \| \| 1. \| Oier Lazkano \| Movistar Team \| 3t 56' 05" \| \| \| 2. \| Santiago Buitrago \| Bahrain Victorious \| + 0" \| \| \| 3. \| Raúl García Pierna \| Equipo Kern Pharma \| + 3" \| \| \| 4. \| Jonathan Caicedo \| EF Education-EasyPost \| + 3" \| \| \| 5. \| Gianluca Brambilla \| Q36.5 Pro Cycling Team \| + 3" \| \| \| 6. \| Harold Martín López \| Astana Qazaqstan Team \| + 3" \| \| \| 7. \| Matteo Fabbro \| Bora-Hansgrohe \| + 5" \| \| \| 8. \| Joan Bou \| Euskaltel-Euskadi \| + 5" \| \| \| 9. \| Jay Vine \| UAE Team Emirates \| + 5" \| \| \| 10. \| Iván García Cortina \| Movistar Team \| + 58" \| \| |                     |                        |            |
| |                     |                        |            |
| Kilde: ProCyclingStats |                     |                        |            |
| Etaperesultat |                     |                        |            |
| Rytter | Rytter              | Hold                   | Tid        |
| 1. | Oier Lazkano        | Movistar Team          | 3t 56' 05" |
| 2. | Santiago Buitrago   | Bahrain Victorious     | + 0"       |
| 3. | Raúl García Pierna  | Equipo Kern Pharma     | + 3"       |
| 4. | Jonathan Caicedo    | EF Education-EasyPost  | + 3"       |
| 5. | Gianluca Brambilla  | Q36.5 Pro Cycling Team | + 3"       |
| 6. | Harold Martín López | Astana Qazaqstan Team  | + 3"       |
| 7. | Matteo Fabbro       | Bora-Hansgrohe         | + 5"       |
| 8. | Joan Bou            | Euskaltel-Euskadi      | + 5"       |
| 9. | Jay Vine            | UAE Team Emirates      | + 5"       |
| 10. | Iván García Cortina | Movistar Team          | + 58"      |

| \| Samlede stilling \| Samlede stilling \| Samlede stilling \| Samlede stilling \| Samlede stilling \| \| Rytter \| Rytter \| Hold \| Tid \| \| \| ---------------- \| ------------------- \| ---------------------- \| ---------------- \| ---------------- \| \| 1. \| Primož Roglič \| Jumbo-Visma \| 12t 16' 28" \| \| \| 2. \| Aleksandr Vlasov \| Bora-Hansgrohe \| + 33" \| \| \| 3. \| Adam Yates \| UAE Team Emirates \| + 38" \| \| \| 4. \| Damien Howson \| Q36.5 Pro Cycling Team \| + 1' 04" \| \| \| 5. \| George Bennett \| UAE Team Emirates \| + 1' 52" \| \| \| 6. \| Javier Romo \| Astana Qazaqstan Team \| + 2' 10" \| \| \| 7. \| Einer Rubio \| Movistar Team \| + 2' 27" \| \| \| 8. \| Raúl García Pierna \| Equipo Kern Pharma \| + 3' 50" \| \| \| 9. \| Jay Vine \| UAE Team Emirates \| + 3' 53" \| \| \| 10. \| Harold Martín López \| Astana Qazaqstan Team \| + 3' 57" \| \| |                     |                        |             |
| |                     |                        |             |
| Kilde: ProCyclingStats |                     |                        |             |
| Samlede stilling |                     |                        |             |
| Rytter | Rytter              | Hold                   | Tid         |
| 1. | Primož Roglič       | Jumbo-Visma            | 12t 16' 28" |
| 2. | Aleksandr Vlasov    | Bora-Hansgrohe         | + 33"       |
| 3. | Adam Yates          | UAE Team Emirates      | + 38"       |
| 4. | Damien Howson       | Q36.5 Pro Cycling Team | + 1' 04"    |
| 5. | George Bennett      | UAE Team Emirates      | + 1' 52"    |
| 6. | Javier Romo         | Astana Qazaqstan Team  | + 2' 10"    |
| 7. | Einer Rubio         | Movistar Team          | + 2' 27"    |
| 8. | Raúl García Pierna  | Equipo Kern Pharma     | + 3' 50"    |
| 9. | Jay Vine            | UAE Team Emirates      | + 3' 53"    |
| 10. | Harold Martín López | Astana Qazaqstan Team  | + 3' 57"    |

### 5. etape
| Golmayo - Lagunas de Neila | bjergetape | (160 km) |

| \| Etaperesultat \| Etaperesultat \| Etaperesultat \| Etaperesultat \| Etaperesultat \| \| Rytter \| Rytter \| Hold \| Tid \| \| \| ------------- \| ----------------- \| ---------------------- \| ------------- \| ------------- \| \| 1. \| Primož Roglič \| Jumbo-Visma \| 4t 08' 31" \| \| \| 2. \| Adam Yates \| UAE Team Emirates \| + 0" \| \| \| 3. \| Aleksandr Vlasov \| Bora-Hansgrohe \| + 0" \| \| \| 4. \| Jay Vine \| UAE Team Emirates \| + 30" \| \| \| 5. \| Einer Rubio \| Movistar Team \| + 48" \| \| \| 6. \| Santiago Buitrago \| Bahrain Victorious \| + 48" \| \| \| 7. \| Damien Howson \| Q36.5 Pro Cycling Team \| + 53" \| \| \| 8. \| Attila Valter \| Jumbo-Visma \| + 1' 03" \| \| \| 9. \| Jonathan Caicedo \| EF Education-EasyPost \| + 1' 03" \| \| \| 10. \| Damiano Caruso \| Bahrain Victorious \| + 1' 03" \| \| |                   |                        |            |
| |                   |                        |            |
| Kilde: ProCyclingStats |                   |                        |            |
| Etaperesultat |                   |                        |            |
| Rytter | Rytter            | Hold                   | Tid        |
| 1. | Primož Roglič     | Jumbo-Visma            | 4t 08' 31" |
| 2. | Adam Yates        | UAE Team Emirates      | + 0"       |
| 3. | Aleksandr Vlasov  | Bora-Hansgrohe         | + 0"       |
| 4. | Jay Vine          | UAE Team Emirates      | + 30"      |
| 5. | Einer Rubio       | Movistar Team          | + 48"      |
| 6. | Santiago Buitrago | Bahrain Victorious     | + 48"      |
| 7. | Damien Howson     | Q36.5 Pro Cycling Team | + 53"      |
| 8. | Attila Valter     | Jumbo-Visma            | + 1' 03"   |
| 9. | Jonathan Caicedo  | EF Education-EasyPost  | + 1' 03"   |
| 10. | Damiano Caruso    | Bahrain Victorious     | + 1' 03"   |

## Trøjernes fordeling gennem løbet
| Etape    |                   | Vinder _         | Samlede stilling | Pointtrøje       | Bjergtrøje        | Ungdomstrøje      | Holdkonkurrence _ |
| -------- | ----------------- | ---------------- | ---------------- | ---------------- | ----------------- | ----------------- | ----------------- |
| 1. etape | flad etape        | Sebastián Molano | Sebastián Molano | Sebastián Molano | Xabier Berasategi | Xabier Berasategi | Bora-Hansgrohe    |
| 2. etape | holdtidskørsel    | Jumbo-Visma      | Attila Valter    | Sebastián Molano | Xabier Berasategi | Oier Lazkano      | Jumbo-Visma       |
| 3. etape | middel bjergetape | Primož Roglič    | Primož Roglič    | Aleksandr Vlasov | Adam Yates        | Javier Romo       | UAE Team Emirates |
| 4. etape | kuperet etape     | Oier Lazkano     | Primož Roglič    | Aleksandr Vlasov | Adam Yates        | Javier Romo       | UAE Team Emirates |
| 5. etape | bjergetape        | Primož Roglič    | Primož Roglič    | Primož Roglič    | Adam Yates        | Javier Romo       | UAE Team Emirates |
| Samlet   | Samlet            |                  | Primož Roglič    | Primož Roglič    | Adam Yates        | Javier Romo       | UAE Team Emirates |

## Resultater

### Samlede stilling
| \| Samlede stilling \| Samlede stilling \| Samlede stilling \| Samlede stilling \| Samlede stilling \| \| Rytter \| Rytter \| Hold \| Tid \| \| \| ---------------- \| ------------------- \| ---------------------- \| ---------------- \| ---------------- \| \| 1. \| Primož Roglič \| Jumbo-Visma \| 16t 24' 49" \| \| \| 2. \| Aleksandr Vlasov \| Bora-Hansgrohe \| + 39" \| \| \| 3. \| Adam Yates \| UAE Team Emirates \| + 42" \| \| \| 4. \| Damien Howson \| Q36.5 Pro Cycling Team \| + 2' 07" \| \| \| 5. \| Einer Rubio \| Movistar Team \| + 3' 25" \| \| \| 6. \| George Bennett \| UAE Team Emirates \| + 3' 39" \| \| \| 7. \| Javier Romo \| Astana Qazaqstan Team \| + 3' 42" \| \| \| 8. \| Jay Vine \| UAE Team Emirates \| + 4' 33" \| \| \| 9. \| Harold Martín López \| Astana Qazaqstan Team \| + 5' 23" \| \| \| 10. \| Joan Bou \| Euskaltel-Euskadi \| + 5' 27" \| \| |                     |                        |             |
| |                     |                        |             |
| Kilde: ProCyclingStats |                     |                        |             |
| Samlede stilling |                     |                        |             |
| Rytter | Rytter              | Hold                   | Tid         |
| 1. | Primož Roglič       | Jumbo-Visma            | 16t 24' 49" |
| 2. | Aleksandr Vlasov    | Bora-Hansgrohe         | + 39"       |
| 3. | Adam Yates          | UAE Team Emirates      | + 42"       |
| 4. | Damien Howson       | Q36.5 Pro Cycling Team | + 2' 07"    |
| 5. | Einer Rubio         | Movistar Team          | + 3' 25"    |
| 6. | George Bennett      | UAE Team Emirates      | + 3' 39"    |
| 7. | Javier Romo         | Astana Qazaqstan Team  | + 3' 42"    |
| 8. | Jay Vine            | UAE Team Emirates      | + 4' 33"    |
| 9. | Harold Martín López | Astana Qazaqstan Team  | + 5' 23"    |
| 10. | Joan Bou            | Euskaltel-Euskadi      | + 5' 27"    |

### Pointkonkurrencen
| Pointkonkurrence | Pointkonkurrence    | Pointkonkurrence       | Pointkonkurrence | Pointkonkurrence |
| Rytter           | Rytter              | Hold                   | Point            |                  |
| ---------------- | ------------------- | ---------------------- | ---------------- | ---------------- |
| 1.               | Primož Roglič       | Jumbo-Visma            | 50 point         |                  |
| 2.               | Aleksandr Vlasov    | Bora-Hansgrohe         | 47 point         |                  |
| 3.               | Adam Yates          | UAE Team Emirates      | 40 point         |                  |
| 4.               | Santiago Buitrago   | Bahrain Victorious     | 30 point         |                  |
| 5.               | Oier Lazkano        | Movistar Team          | 27 point         |                  |
| 6.               | Iván García Cortina | Movistar Team          | 26 point         |                  |
| 7.               | Sebastián Molano    | UAE Team Emirates      | 25 point         |                  |
| 8.               | Damien Howson       | Q36.5 Pro Cycling Team | 23 point         |                  |
| 9.               | Einer Rubio         | Movistar Team          | 21 point         |                  |
| 10.              | Jay Vine            | UAE Team Emirates      | 21 point         |                  |

### Bjergkonkurrencen
| Bjergkonkurrence | Bjergkonkurrence  | Bjergkonkurrence       | Bjergkonkurrence | Bjergkonkurrence |
| Rytter           | Rytter            | Hold                   | Point            |                  |
| ---------------- | ----------------- | ---------------------- | ---------------- | ---------------- |
| 1.               | Adam Yates        | UAE Team Emirates      | 61 point         |                  |
| 2.               | Primož Roglič     | Jumbo-Visma            | 57 point         |                  |
| 3.               | Aleksandr Vlasov  | Bora-Hansgrohe         | 40 point         |                  |
| 4.               | Jay Vine          | UAE Team Emirates      | 37 point         |                  |
| 5.               | Xabier Berasategi | Euskaltel-Euskadi      | 30 point         |                  |
| 6.               | Damien Howson     | Q36.5 Pro Cycling Team | 29 point         |                  |
| 7.               | Matteo Fabbro     | Bora-Hansgrohe         | 26 point         |                  |
| 8.               | Einer Rubio       | Movistar Team          | 18 point         |                  |
| 9.               | Santiago Buitrago | Bahrain Victorious     | 17 point         |                  |
| 10.              | Mattia Bais       | Eolo-Kometa            | 17 point         |                  |

### Ungdomskonkurrencen
| Ungdomskonkurrence | Ungdomskonkurrence  | Ungdomskonkurrence     | Ungdomskonkurrence | Ungdomskonkurrence |
| Rytter             | Rytter              | Hold                   | Tid                |                    |
| ------------------ | ------------------- | ---------------------- | ------------------ | ------------------ |
| 1.                 | Javier Romo         | Astana Qazaqstan Team  | 16t 28' 31"        |                    |
| 2.                 | Harold Martín López | Astana Qazaqstan Team  | + 1' 41"           |                    |
| 3.                 | Pablo Castrillo     | Equipo Kern Pharma     | + 2' 20"           |                    |
| 4.                 | Raúl García Pierna  | Equipo Kern Pharma     | + 2' 24"           |                    |
| 5.                 | Sean Quinn          | EF Education-EasyPost  | + 3' 20"           |                    |
| 6.                 | Mark Donovan        | Q36.5 Pro Cycling Team | + 3' 46"           |                    |
| 7.                 | Mulu Hailemichael   | Caja Rural-Seguros RGA | + 4' 35"           |                    |
| 8.                 | Santiago Buitrago   | Bahrain Victorious     | + 9' 15"           |                    |
| 9.                 | Oier Lazkano        | Movistar Team          | + 12' 35"          |                    |
| 10.                | Carlos Canal        | Euskaltel-Euskadi      | + 13' 05"          |                    |

### Holdkonkurrencen
| Holdkonkurrence | Holdkonkurrence        | Holdkonkurrence | Holdkonkurrence |
| Hold            | Hold                   | Tid             |                 |
| --------------- | ---------------------- | --------------- | --------------- |
| 1.              | UAE Team Emirates      | 48t 53' 10"     |                 |
| 2.              | Jumbo-Visma            | + 5' 17"        |                 |
| 3.              | Equipo Kern Pharma     | + 9' 25"        |                 |
| 4.              | Movistar Team          | + 12' 09"       |                 |
| 5.              | Q36.5 Pro Cycling Team | + 13' 28"       |                 |
| 6.              | Astana Qazaqstan Team  | + 16' 12"       |                 |
| 7.              | EF Education-EasyPost  | + 17' 12"       |                 |
| 8.              | Bahrain Victorious     | + 18' 23"       |                 |
| 9.              | Euskaltel-Euskadi      | + 20' 23"       |                 |
| 10.             | AG2R Citroën Team      | + 22' 02"       |                 |

## Hold og ryttere
| UCI WorldTeams (8)- AG2R Citroën Team - Astana Qazaqstan Team - Bahrain Victorious - Bora-Hansgrohe - EF Education-EasyPost - Jumbo-Visma - Movistar Team - UAE Team Emirates UCI ProTeams (6)- Burgos-BH - Caja Rural-Seguros RGA - Eolo-Kometa - Equipo Kern Pharma - Euskaltel-Euskadi - Q36.5 Pro Cycling Team UCI Kontinentalhold- Electro Hiper Europa |
| |

### Startliste
| Jumbo-Visma TJV | Jumbo-Visma TJV                               | Jumbo-Visma TJV |
| --------------- | --------------------------------------------- | --------------- |
| Nr.             | Rytter                                        | Placering       |
| 1               | Primož Roglič (SLO)                           | 1.              |
| 2               | Robert Gesink (NED)                           | 29.             |
| 3               | Koen Bouwman (NED)                            | 73.             |
| 4               | Edoardo Affini (ITA)                          | 88.             |
| 5               | Gijs Leemreize (NED)                          | 76.             |
| 6               | Jan Tratnik (SLO)                             | 18.             |
| 7               | Attila Valter (HUN) (landevej og enkeltstart) | 25.             |

| Movistar Team MOV | Movistar Team MOV             | Movistar Team MOV |
| ----------------- | ----------------------------- | ----------------- |
| Nr.               | Rytter                        | Placering         |
| 11                | Oier Lazkano (ESP) (landevej) | 32.               |
| 12                | Einer Rubio (COL)             | 5.                |
| 13                | Carlos Verona (ESP)           | 15.               |
| 14                | Lluís Mas (ESP)               | 81.               |
| 15                | Iván García Cortina (ESP)     | 34.               |
| 16                | Jorge Arcas (ESP)             | 33.               |
| 17                | Will Barta (USA)              | 62.               |

| UAE Team Emirates UAD | UAE Team Emirates UAD         | UAE Team Emirates UAD |
| --------------------- | ----------------------------- | --------------------- |
| Nr.                   | Rytter                        | Placering             |
| 21                    | Adam Yates (GBR)              | 3.                    |
| 22                    | George Bennett (NZL)          | 6.                    |
| 23                    | Sebastián Molano (COL)        | 85.                   |
| 24                    | Domen Novak (SLO)             | 83.                   |
| 25                    | Ivo Oliveira (POR) (landevej) | 79.                   |
| 26                    | Jay Vine (AUS) (enkeltstart)  | 8.                    |
| 27                    | Ryan Gibbons (RSA)            | 53.                   |

| Bahrain Victorious TBV | Bahrain Victorious TBV    | Bahrain Victorious TBV |
| ---------------------- | ------------------------- | ---------------------- |
| Nr.                    | Rytter                    | Placering              |
| 31                     | Santiago Buitrago (COL)   | 28.                    |
| 32                     | Damiano Caruso (ITA)      | 41.                    |
| 33                     | Kamil Gradek (POL)        | 75.                    |
| 34                     | Rainer Kepplinger (AUT)   | 19.                    |
| 35                     | Hermann Pernsteiner (AUT) | 22.                    |
| 36                     | Jasha Sütterlin (GER)     | 80.                    |
| 37                     | Edoardo Zambanini (ITA)   | 43.                    |

| Bora-Hansgrohe BOH | Bora-Hansgrohe BOH     | Bora-Hansgrohe BOH |
| ------------------ | ---------------------- | ------------------ |
| Nr.                | Rytter                 | Placering          |
| 41                 | Aleksandr Vlasov (RUS) | 2.                 |
| 42                 | Matteo Fabbro (ITA)    | 55.                |
| 43                 | Florian Lipowitz (GER) | DNS-4              |
| 44                 | Victor Koretzky (FRA)  | 71.                |
| 45                 | Lennard Kämna (GER)    | 64.                |
| 46                 | Luis-Joe Lührs (GER)   | 70.                |
| 47                 | Anton Palzer (GER)     | 59.                |

| EF Education-EasyPost EFE | EF Education-EasyPost EFE            | EF Education-EasyPost EFE |
| ------------------------- | ------------------------------------ | ------------------------- |
| Nr.                       | Rytter                               | Placering                 |
| 51                        | Jonathan Caicedo (ECU) (enkeltstart) | 35.                       |
| 52                        | Diego Camargo (COL)                  | 47.                       |
| 53                        | Jefferson Alexander Cepeda (ECU)     | 44.                       |
| 54                        | Jens Keukeleire (BEL)                | 69.                       |
| 55                        | Merhawi Kudus (ERI)                  | 27.                       |
| 56                        | Sean Quinn (USA)                     | 16.                       |
| 57                        | Georg Steinhauser (GER)              | DNS-5                     |

| Astana Qazaqstan Team AST | Astana Qazaqstan Team AST | Astana Qazaqstan Team AST |
| ------------------------- | ------------------------- | ------------------------- |
| Nr.                       | Rytter                    | Placering                 |
| 61                        | Luis León Sánchez (ESP)   | 42.                       |
| 62                        | Samuele Battistella (ITA) | 63.                       |
| 63                        | Joe Dombrowski (USA)      | 60.                       |
| 64                        | Jurij Natarov (KAZ)       | DNS-5                     |
| 65                        | Fabio Felline (ITA)       | 49.                       |
| 66                        | Javier Romo (ESP)         | 7.                        |
| 67                        | Harold Martín López (ECU) | 9.                        |

| AG2R Citroën Team ACT | AG2R Citroën Team ACT        | AG2R Citroën Team ACT |
| --------------------- | ---------------------------- | --------------------- |
| Nr.                   | Rytter                       | Placering             |
| 71                    | Nicolas Prodhomme (FRA)      | 14.                   |
| 72                    | Dorian Godon (FRA)           | DNF-3                 |
| 73                    | Jaakko Hänninen (FIN)        | DNS-5                 |
| 74                    | Larry Warbasse (USA)         | 30.                   |
| 75                    | Valentin Paret-Peintre (FRA) | 56.                   |
| 76                    | Andrea Vendrame (ITA)        | 68.                   |
| 77                    | Killian Verschuren (FRA)     | 50.                   |

| Burgos-BH BBH | Burgos-BH BBH            | Burgos-BH BBH |
| ------------- | ------------------------ | ------------- |
| Nr.           | Rytter                   | Placering     |
| 81            | Ángel Fuentes (ESP)      | 91.           |
| 82            | Victor Langellotti (MON) | 67.           |
| 83            | Ander Okamika (ESP)      | 31.           |
| 84            | Manuel Peñalver (ESP)    | 90.           |
| 85            | Pelayo Sánchez (ESP)     | 54.           |
| 86            | Jetse Bol (NED)          | 39.           |
| 87            | Jesús Ezquerra (ESP)     | 66.           |

| Caja Rural-Seguros RGA CJR | Caja Rural-Seguros RGA CJR | Caja Rural-Seguros RGA CJR |
| -------------------------- | -------------------------- | -------------------------- |
| Nr.                        | Rytter                     | Placering                  |
| 91                         | Eduard Prades (ESP)        | 36.                        |
| 92                         | Iúri Leitão (POR)          | DNF-3                      |
| 93                         | Julen Amezqueta (ESP)      | 77.                        |
| 94                         | Josu Etxeberria (ESP)      | 78.                        |
| 95                         | Mulu Hailemichael (ETH)    | 20.                        |
| 96                         | Jokin Murguialday (ESP)    | DNF-4                      |
| 97                         | Thomas Silva (URU)         | 57.                        |

| Equipo Kern Pharma EKP | Equipo Kern Pharma EKP   | Equipo Kern Pharma EKP |
| ---------------------- | ------------------------ | ---------------------- |
| Nr.                    | Rytter                   | Placering              |
| 101                    | Urko Berrade (ESP)       | 13.                    |
| 102                    | Pablo Castrillo (ESP)    | 11.                    |
| 103                    | Héctor Carretero (ESP)   | DNF-4                  |
| 104                    | Raúl García Pierna (ESP) | 12.                    |
| 105                    | Danny van der Tuuk (NED) | 87.                    |
| 106                    | Martí Márquez (ESP)      | 84.                    |
| 107                    | Hugo Aznar (ESP)         | DNS-4                  |

| Euskaltel-Euskadi EUS | Euskaltel-Euskadi EUS   | Euskaltel-Euskadi EUS |
| --------------------- | ----------------------- | --------------------- |
| Nr.                   | Rytter                  | Placering             |
| 111                   | Gotzon Martín (ESP)     | 23.                   |
| 112                   | Carlos Canal (ESP)      | 37.                   |
| 113                   | Joan Bou (ESP)          | 10.                   |
| 114                   | Ibai Azurmendi (ESP)    | 40.                   |
| 115                   | Asier Etxeberria (ESP)  | 74.                   |
| 116                   | Xabier Azparren (ESP)   | DNF-5                 |
| 117                   | Xabier Berasategi (ESP) | 48.                   |

| Eolo-Kometa EOK | Eolo-Kometa EOK           | Eolo-Kometa EOK |
| --------------- | ------------------------- | --------------- |
| Nr.             | Rytter                    | Placering       |
| 121             | Francesco Gavazzi (ITA)   | 72.             |
| 122             | Álex Martín (ESP)         | DNF-3           |
| 123             | Javier Serrano (ESP)      | DNS-5           |
| 124             | Diego Sevilla (ESP)       | 26.             |
| 125             | Alessandro Fancellu (ITA) | 65.             |
| 126             | Andrea Garosio (ITA)      | DNS-5           |
| 127             | Mattia Bais (ITA)         | 21.             |

| Q36.5 Pro Cycling Team Q36 | Q36.5 Pro Cycling Team Q36 | Q36.5 Pro Cycling Team Q36 |
| -------------------------- | -------------------------- | -------------------------- |
| Nr.                        | Rytter                     | Placering                  |
| 131                        | Negasi Abreha (ETH)        | 61.                        |
| 132                        | Matteo Badilatti (SUI)     | 51.                        |
| 133                        | Gianluca Brambilla (ITA)   | 46.                        |
| 134                        | Filippo Conca (ITA)        | 45.                        |
| 135                        | Mark Donovan (GBR)         | 17.                        |
| 136                        | Damien Howson (AUS)        | 4.                         |
| 137                        | Joey Rosskopf (USA)        | 58.                        |

| Electro Hiper Europa EHE | Electro Hiper Europa EHE   | Electro Hiper Europa EHE |
| ------------------------ | -------------------------- | ------------------------ |
| Nr.                      | Rytter                     | Placering                |
| 141                      | Alex Molenaar (NED)        | 52.                      |
| 142                      | Joan Martí Bennassar (ESP) | 89.                      |
| 143                      | José Luis Faura (ESP)      | 38.                      |
| 144                      | José María García (ESP)    | 24.                      |
| 145                      | Xavier Cañellas (ESP)      | DNS-5                    |
| 146                      | José María Martín (ESP)    | 86.                      |
| 147                      | Mateu Estelrich (ESP)      | 82.                      |

| Jumbo-Visma TJV | Jumbo-Visma TJV                               | Jumbo-Visma TJV |
| --------------- | --------------------------------------------- | --------------- |
| Nr.             | Rytter                                        | Placering       |
| 1               | Primož Roglič (SLO)                           | 1.              |
| 2               | Robert Gesink (NED)                           | 29.             |
| 3               | Koen Bouwman (NED)                            | 73.             |
| 4               | Edoardo Affini (ITA)                          | 88.             |
| 5               | Gijs Leemreize (NED)                          | 76.             |
| 6               | Jan Tratnik (SLO)                             | 18.             |
| 7               | Attila Valter (HUN) (landevej og enkeltstart) | 25.             |

| Movistar Team MOV | Movistar Team MOV             | Movistar Team MOV |
| ----------------- | ----------------------------- | ----------------- |
| Nr.               | Rytter                        | Placering         |
| 11                | Oier Lazkano (ESP) (landevej) | 32.               |
| 12                | Einer Rubio (COL)             | 5.                |
| 13                | Carlos Verona (ESP)           | 15.               |
| 14                | Lluís Mas (ESP)               | 81.               |
| 15                | Iván García Cortina (ESP)     | 34.               |
| 16                | Jorge Arcas (ESP)             | 33.               |
| 17                | Will Barta (USA)              | 62.               |

| UAE Team Emirates UAD | UAE Team Emirates UAD         | UAE Team Emirates UAD |
| --------------------- | ----------------------------- | --------------------- |
| Nr.                   | Rytter                        | Placering             |
| 21                    | Adam Yates (GBR)              | 3.                    |
| 22                    | George Bennett (NZL)          | 6.                    |
| 23                    | Sebastián Molano (COL)        | 85.                   |
| 24                    | Domen Novak (SLO)             | 83.                   |
| 25                    | Ivo Oliveira (POR) (landevej) | 79.                   |
| 26                    | Jay Vine (AUS) (enkeltstart)  | 8.                    |
| 27                    | Ryan Gibbons (RSA)            | 53.                   |

| Bahrain Victorious TBV | Bahrain Victorious TBV    | Bahrain Victorious TBV |
| ---------------------- | ------------------------- | ---------------------- |
| Nr.                    | Rytter                    | Placering              |
| 31                     | Santiago Buitrago (COL)   | 28.                    |
| 32                     | Damiano Caruso (ITA)      | 41.                    |
| 33                     | Kamil Gradek (POL)        | 75.                    |
| 34                     | Rainer Kepplinger (AUT)   | 19.                    |
| 35                     | Hermann Pernsteiner (AUT) | 22.                    |
| 36                     | Jasha Sütterlin (GER)     | 80.                    |
| 37                     | Edoardo Zambanini (ITA)   | 43.                    |

| Bora-Hansgrohe BOH | Bora-Hansgrohe BOH     | Bora-Hansgrohe BOH |
| ------------------ | ---------------------- | ------------------ |
| Nr.                | Rytter                 | Placering          |
| 41                 | Aleksandr Vlasov (RUS) | 2.                 |
| 42                 | Matteo Fabbro (ITA)    | 55.                |
| 43                 | Florian Lipowitz (GER) | DNS-4              |
| 44                 | Victor Koretzky (FRA)  | 71.                |
| 45                 | Lennard Kämna (GER)    | 64.                |
| 46                 | Luis-Joe Lührs (GER)   | 70.                |
| 47                 | Anton Palzer (GER)     | 59.                |

| EF Education-EasyPost EFE | EF Education-EasyPost EFE            | EF Education-EasyPost EFE |
| ------------------------- | ------------------------------------ | ------------------------- |
| Nr.                       | Rytter                               | Placering                 |
| 51                        | Jonathan Caicedo (ECU) (enkeltstart) | 35.                       |
| 52                        | Diego Camargo (COL)                  | 47.                       |
| 53                        | Jefferson Alexander Cepeda (ECU)     | 44.                       |
| 54                        | Jens Keukeleire (BEL)                | 69.                       |
| 55                        | Merhawi Kudus (ERI)                  | 27.                       |
| 56                        | Sean Quinn (USA)                     | 16.                       |
| 57                        | Georg Steinhauser (GER)              | DNS-5                     |

| Astana Qazaqstan Team AST | Astana Qazaqstan Team AST | Astana Qazaqstan Team AST |
| ------------------------- | ------------------------- | ------------------------- |
| Nr.                       | Rytter                    | Placering                 |
| 61                        | Luis León Sánchez (ESP)   | 42.                       |
| 62                        | Samuele Battistella (ITA) | 63.                       |
| 63                        | Joe Dombrowski (USA)      | 60.                       |
| 64                        | Jurij Natarov (KAZ)       | DNS-5                     |
| 65                        | Fabio Felline (ITA)       | 49.                       |
| 66                        | Javier Romo (ESP)         | 7.                        |
| 67                        | Harold Martín López (ECU) | 9.                        |

| AG2R Citroën Team ACT | AG2R Citroën Team ACT        | AG2R Citroën Team ACT |
| --------------------- | ---------------------------- | --------------------- |
| Nr.                   | Rytter                       | Placering             |
| 71                    | Nicolas Prodhomme (FRA)      | 14.                   |
| 72                    | Dorian Godon (FRA)           | DNF-3                 |
| 73                    | Jaakko Hänninen (FIN)        | DNS-5                 |
| 74                    | Larry Warbasse (USA)         | 30.                   |
| 75                    | Valentin Paret-Peintre (FRA) | 56.                   |
| 76                    | Andrea Vendrame (ITA)        | 68.                   |
| 77                    | Killian Verschuren (FRA)     | 50.                   |

| Burgos-BH BBH | Burgos-BH BBH            | Burgos-BH BBH |
| ------------- | ------------------------ | ------------- |
| Nr.           | Rytter                   | Placering     |
| 81            | Ángel Fuentes (ESP)      | 91.           |
| 82            | Victor Langellotti (MON) | 67.           |
| 83            | Ander Okamika (ESP)      | 31.           |
| 84            | Manuel Peñalver (ESP)    | 90.           |
| 85            | Pelayo Sánchez (ESP)     | 54.           |
| 86            | Jetse Bol (NED)          | 39.           |
| 87            | Jesús Ezquerra (ESP)     | 66.           |

| Caja Rural-Seguros RGA CJR | Caja Rural-Seguros RGA CJR | Caja Rural-Seguros RGA CJR |
| -------------------------- | -------------------------- | -------------------------- |
| Nr.                        | Rytter                     | Placering                  |
| 91                         | Eduard Prades (ESP)        | 36.                        |
| 92                         | Iúri Leitão (POR)          | DNF-3                      |
| 93                         | Julen Amezqueta (ESP)      | 77.                        |
| 94                         | Josu Etxeberria (ESP)      | 78.                        |
| 95                         | Mulu Hailemichael (ETH)    | 20.                        |
| 96                         | Jokin Murguialday (ESP)    | DNF-4                      |
| 97                         | Thomas Silva (URU)         | 57.                        |

| Equipo Kern Pharma EKP | Equipo Kern Pharma EKP   | Equipo Kern Pharma EKP |
| ---------------------- | ------------------------ | ---------------------- |
| Nr.                    | Rytter                   | Placering              |
| 101                    | Urko Berrade (ESP)       | 13.                    |
| 102                    | Pablo Castrillo (ESP)    | 11.                    |
| 103                    | Héctor Carretero (ESP)   | DNF-4                  |
| 104                    | Raúl García Pierna (ESP) | 12.                    |
| 105                    | Danny van der Tuuk (NED) | 87.                    |
| 106                    | Martí Márquez (ESP)      | 84.                    |
| 107                    | Hugo Aznar (ESP)         | DNS-4                  |

| Euskaltel-Euskadi EUS | Euskaltel-Euskadi EUS   | Euskaltel-Euskadi EUS |
| --------------------- | ----------------------- | --------------------- |
| Nr.                   | Rytter                  | Placering             |
| 111                   | Gotzon Martín (ESP)     | 23.                   |
| 112                   | Carlos Canal (ESP)      | 37.                   |
| 113                   | Joan Bou (ESP)          | 10.                   |
| 114                   | Ibai Azurmendi (ESP)    | 40.                   |
| 115                   | Asier Etxeberria (ESP)  | 74.                   |
| 116                   | Xabier Azparren (ESP)   | DNF-5                 |
| 117                   | Xabier Berasategi (ESP) | 48.                   |

| Eolo-Kometa EOK | Eolo-Kometa EOK           | Eolo-Kometa EOK |
| --------------- | ------------------------- | --------------- |
| Nr.             | Rytter                    | Placering       |
| 121             | Francesco Gavazzi (ITA)   | 72.             |
| 122             | Álex Martín (ESP)         | DNF-3           |
| 123             | Javier Serrano (ESP)      | DNS-5           |
| 124             | Diego Sevilla (ESP)       | 26.             |
| 125             | Alessandro Fancellu (ITA) | 65.             |
| 126             | Andrea Garosio (ITA)      | DNS-5           |
| 127             | Mattia Bais (ITA)         | 21.             |

| Q36.5 Pro Cycling Team Q36 | Q36.5 Pro Cycling Team Q36 | Q36.5 Pro Cycling Team Q36 |
| -------------------------- | -------------------------- | -------------------------- |
| Nr.                        | Rytter                     | Placering                  |
| 131                        | Negasi Abreha (ETH)        | 61.                        |
| 132                        | Matteo Badilatti (SUI)     | 51.                        |
| 133                        | Gianluca Brambilla (ITA)   | 46.                        |
| 134                        | Filippo Conca (ITA)        | 45.                        |
| 135                        | Mark Donovan (GBR)         | 17.                        |
| 136                        | Damien Howson (AUS)        | 4.                         |
| 137                        | Joey Rosskopf (USA)        | 58.                        |

| Electro Hiper Europa EHE | Electro Hiper Europa EHE   | Electro Hiper Europa EHE |
| ------------------------ | -------------------------- | ------------------------ |
| Nr.                      | Rytter                     | Placering                |
| 141                      | Alex Molenaar (NED)        | 52.                      |
| 142                      | Joan Martí Bennassar (ESP) | 89.                      |
| 143                      | José Luis Faura (ESP)      | 38.                      |
| 144                      | José María García (ESP)    | 24.                      |
| 145                      | Xavier Cañellas (ESP)      | DNS-5                    |
| 146                      | José María Martín (ESP)    | 86.                      |
| 147                      | Mateu Estelrich (ESP)      | 82.                      |